# Парад на любовта
Парадът на любовта (на немски: Loveparade; на английски: Love Parade) е популярен фестивал и парад в Германия и други страни, предимно с електронна музика.
Води началото си от Западен Берлин през 1989 г. Провежда се ежегодно в Германия: в Берлин (1989 – 2006) и в Рур (2007 – 2010). Планираните прояви за 2004 и 2005 (Берлин) и 2009 година (Бохум) са отменени. След като на парада в Дуйсбург (2010) умират 21 души вследствие на задушаване от тълпата и поне 500 души са ранени, организаторите на проявата заявяват, че прекратяват завинаги нейното провеждане.

Разпространил се е под същото наименование и в редица страни по света. Паради на любовта са провеждани в:
- Австралия (Сидни),
- Австрия (Виена),
- Аржентина (Буенос Айрес),
- Босна и Херцеговина (Сараево),
- Бразилия (Рио де Жанейро),
- Великобритания (Лийдс),
- Венецуела (Каракас),
- Израел (Тел Авив),
- Мексико (Акапулко и Мексико Сити,
- Норвегия (Осло),
- САЩ (Литъл Рок и Сан Франциско),
- Унгария (Будапеща),
- Чили (Сантяго де Чиле),
- Швейцария (Женева и Цюрих),
- ЮАР (Кейптаун).

Парадът на любовта в Сан Франциско привлича съответно 37 хил. и 50-60 хил. души през септември 2004 и 2005 г. Организаторите на Парада в Берлин, които държат правата за името на проявата, решават да не подновят лицензите за нейното име по света, като го запазят само за Германия. Поради тази причина парадът в Сан Франциско, който се планира на 23 септември 2006 г., се казва Фестивал на любовта – Сан Франциско.
Първият парад в Сантяго, Чили се състои през 2005 година и събира около 100 хил. души, а през 2006 година посетителите са 200 хил. д.
Най-голямото такова събитие е Уличният парад (Street Parade) в Цюрих, който привлича ежегодно около 1 000 000 участници.
Всяка година германският Love Parade е с различни химни, които се изпълняват в последните минути на фестивала.
| Година | Изпълнител                   | Заглавие                  |
| ------ | ---------------------------- | ------------------------- |
| 1997   | Dr. Motte and WestBam        | Sunshine                  |
| 1998   | Dr. Motte and WestBam        | One World One Future      |
| 1999   | Dr. Motte and WestBam        | Music Is The Key          |
| 2000   | Dr. Motte and WestBam        | One World One Love Parade |
| 2001   | The Love Committee           | You Can't Stop Us         |
| 2002   | The Love Committee           | Access Peace              |
| 2003   | The Love Committee           | Love Rules                |
| 2006   | WestBam & the Love Committee | The Love Is Back          |
| 2007   | WestBam & the Love Committee | Love Is Everywhere        |
| 2008   | WestBam & the Love Committee | Highway To Love           |